# Stephen Huss
Stephen Huss (Bendigo, 10 dicembre 1975) è un allenatore di tennis ed ex tennista australiano.
Ha raggiunto il suo più alto ranking nel singolo il 19 marzo 2001, con la 807ª posizione, mentre nel doppio ha raggiunto il 21º posto il 26 giugno 2006, un anno dopo aver vinto in questa specialità Wimbledon (insieme a Wesley Moodie)
Dopo il ritiro si è stabilito negli Stati Uniti con la moglie, l'ex tennista Milagros Sequera.